# Acacia rendlei
Acacia rendlei är en ärtväxtart som beskrevs av Joseph Henry Maiden. Acacia rendlei ingår i släktet akacior, och familjen ärtväxter. Inga underarter finns listade i Catalogue of Life.